# Олександрівська фортеця

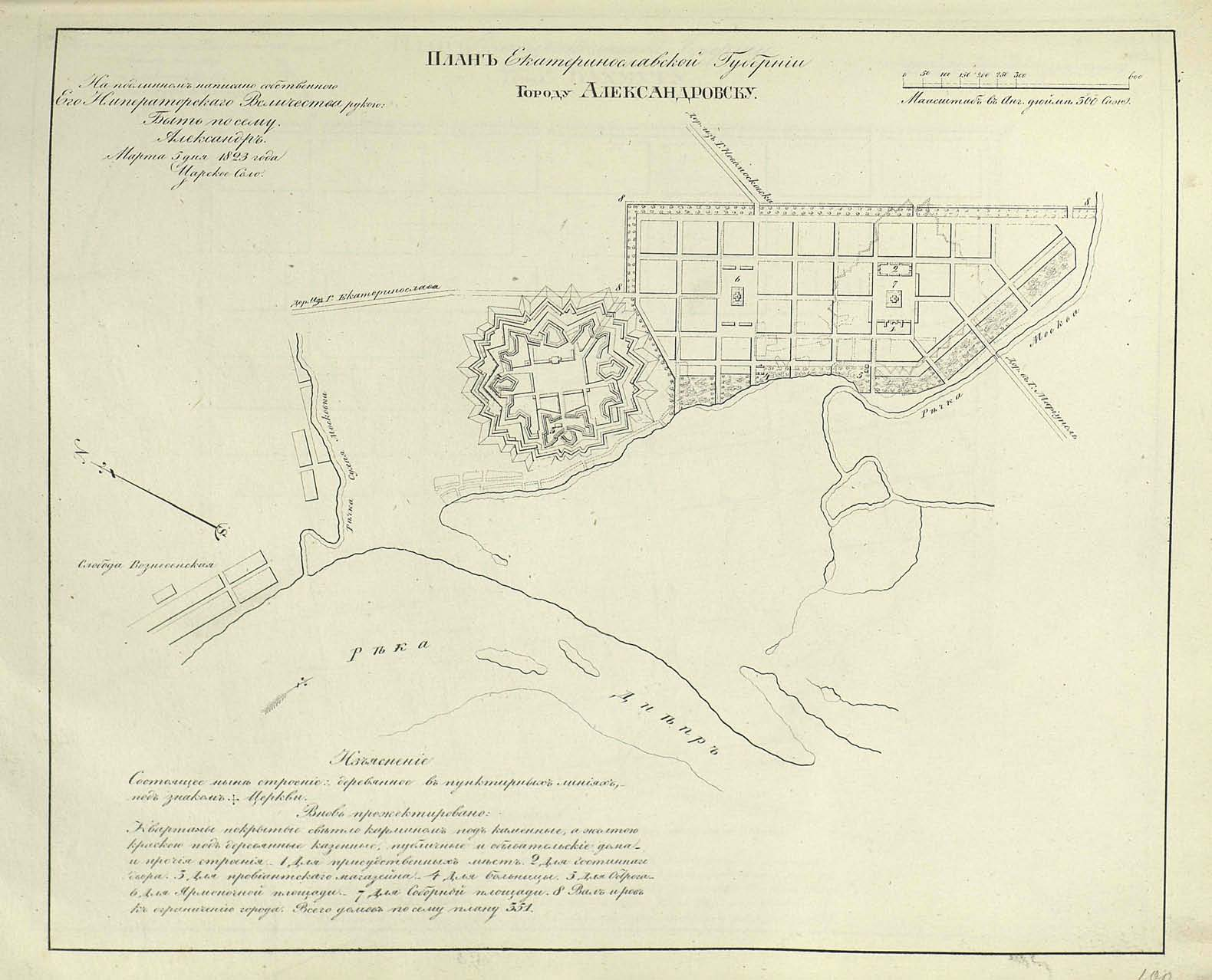
План міста Олександрівська (Запоріжжя) 1823 року на якому зображено Олександрівську фортецю.

47°50′ пн. ш. 35°10′ сх. д. / 47.833° пн. ш. 35.167° сх. д.
Олександрівська фортеця — фортеця Дніпровської лінії, закладена у серпні 1770 року на місці сучасного Запоріжжя. 1806 року перетворилася на місто Олександрівськ.
Перша згадка про фортецю припадає на 25 серпня 1770 року. Спочатку будівництво розпочали при гирлі річки Мокра Московка. За осінь та зиму було відрито фортечні рови, намічено вали по зовнішніх контурах. Одначе навесні, з початком танення снігів, виявилося, що Мокра Московка підтопила споруджувану фортецю, і фортецю було вирішено перенести на інше місце. У травні 1771 р. нова Олександрівська фортеця була закладена за два кілометри на північний захід від старої, ближче до Дніпра і р. Суха Московка. Будівництво фортеці завершилося вже у 1775 році. Першим комендантом Олександрівської фортеці став Вілем фон Фредездорф.
Олександрівська фортеця була досить потужним укріпленим пунктом. Вона мала форму п'ятнадцятикутової зірки, займала площу близько 105 десятин (130 гектарів). Фортечні вали були обнесені глибокими ровами. У фортеці знаходилось чотири цитаделі — сильно укріплені споруди усередині фортечної огорожі, пристосовані для самостійної оборони. У фортеці також знаходились 16 капонірів, каземати, п'ять казарм для гарнізону, будинок коменданта фортеці, цейхгауз для зберігання зброї та обмундирування, церква св. Георгія Побєдоносця.
За даними на 1783 р. у фортеці перебували 43 офіцери з дітьми та дружинами, понад 500 солдатів. У складі військових була інженерна команда (18 осіб при одному інженері), артилерійська команда (50 осіб). Олександрівський прикордонний батальйон нараховував 363 солдати і складався з п'яти рот. Крім того, у фортеці знаходилась інвалідна рота у складі 82 солдатів та 26 військових майстрових.
З самого початку існування Олександрівської фортеці поблизу неї почав формуватись так званий «фурштат», від німецького слова «форштадт», яке означає «передмістя». Він створювався на тому місці, де була закладена перша Олександрівська фортеця. У форштадті спочатку селились будівельники-селяни, каторжники, персонал, що обслуговував фортецю, відставні солдати.